# ويليام إم. باترفيلد
ويليام إم. باترفيلد (بالإنجليزية: William M. Butterfield)‏ هو مهندس معماري أمريكي، ولد في 1862 في Sidney, Maine ‏ في الولايات المتحدة، وتوفي في 1932 في مانشستر في الولايات المتحدة.